# Trichosilia maerens
Trichosilia maerens là một loài bướm đêm trong họ Noctuidae.